# 豐邑雲智匯
豐邑雲智匯（英語：CIWC Tower）是位於台灣新竹市的摩天辦公大樓，由豐邑建設興建。該建築竣工於2016年，其高度為135米（443英尺），佔地面積為64,370 m2（692,900 sq ft）。該建築共有35層，其中包括地上30層和地下5層。截至2021年1月，該建築為新竹市最高建築。

## 設計建造
該建築由賴浩平、趙英傑建築師事務所和黃振甫建築師事務所共同設計建造，具有後現代主義風格。此外該建築還採用了玻璃幕牆，營造出一種未來感。

## 地點
豐邑雲智匯位於連接新竹科學園區與竹北市之間的主要道路旁，在好市多新竹店的對面。此外，該建築還鄰近連通竹東和新竹市的台68線。

## 用戶
2021年8月19日，中國人壽以23.25億元的價格收購了該樓的十個樓層，用於不動產投資。

## 外部鏈接
- 豐邑雲智匯官方網站